# Dmitrij Vrubel'
Dmitrij Vladimirovič Vrubel' (in russo Дмитрий Владимирович Врубель; Mosca, 14 giugno 1960 – Berlino, 13 agosto 2022) è stato un pittore russo.
È morto in Germania nell'estate del 2022, per complicazioni da COVID-19.

## Mio Dio, aiutami a sopravvivere a questo amore mortale

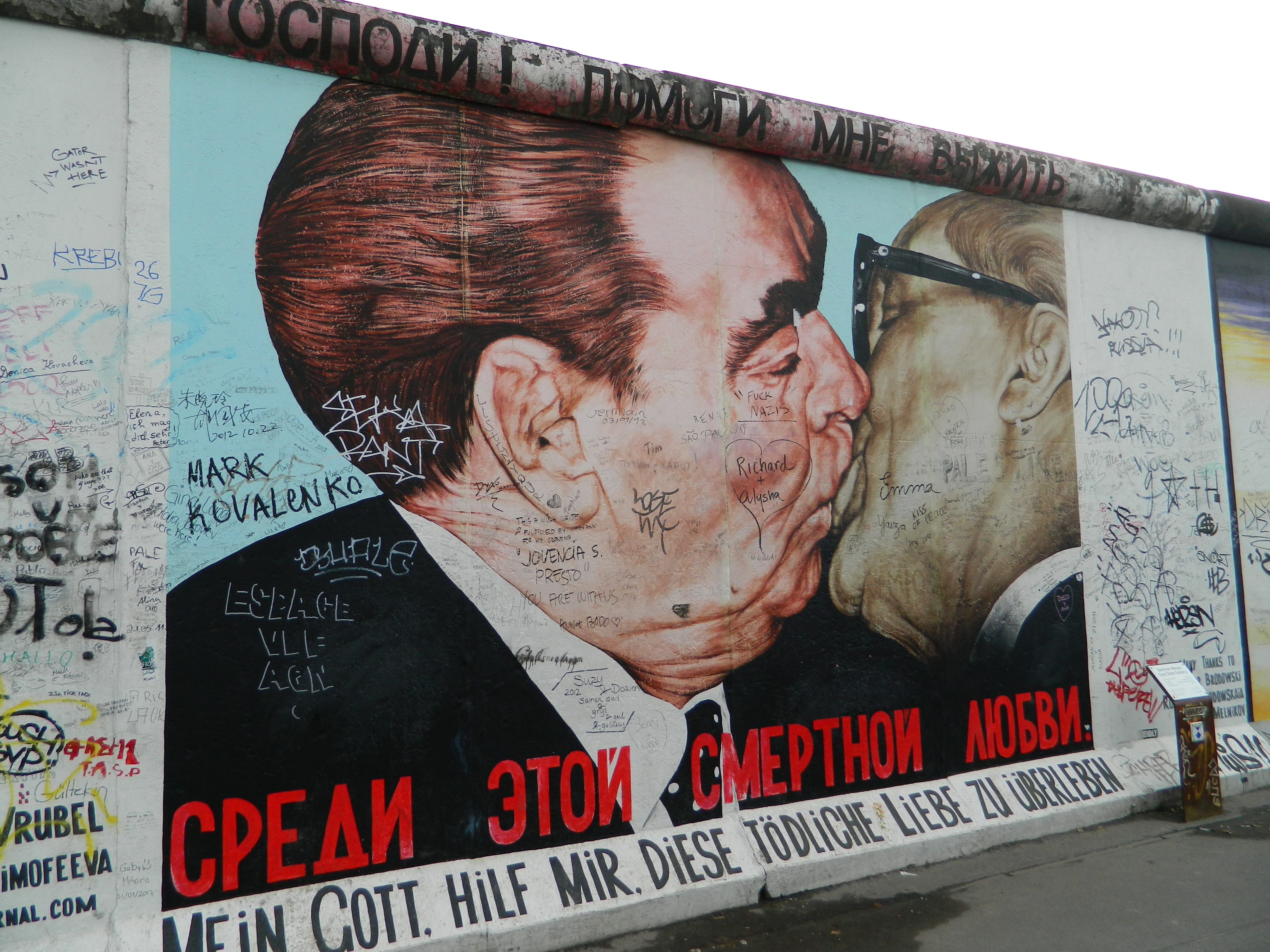
Il bacio tra Leonid Il'ič Brežnev ed Erich Honecker. La scritta in alto, in cirillico, recita: "Mio Dio, aiutami a sopravvivere a questo amore mortale"

La sua opera più famosa è Mio Dio, aiutami a sopravvivere a questo amore mortale (la scritta in cirillico è Господи! Помоги мне выжить среди этой смертной любви), presente nella East Side Gallery a Berlino e raffigurante un bacio tra i leader comunisti Leonid Il'ič Brežnev ed Erich Honecker. L'opera è conosciuta anche come Fraternal Kiss.
Il murale è ispirato al vero bacio tra Brežnev ed Honecker previsto dalla tradizione russa e effettuato nel 1979 in occasione dei trent'anni dalla nascita della DDR. Nel 2009 il graffito è stato distrutto per essere ridipinto da Vrubel'.

## Citazioni
La canzone di Caparezza Avrai ragione tu (ritratto), presente nell'album Museica (2014), è ispirata al famoso graffito di Vrubel'.

## Videoclip musicale
L'opera appare nel videoclip musicale del gruppo inglese M People del singolo Don't Look Any Further (1993), cover dell'omonimo brano del cantante americano Dennis Edwards.

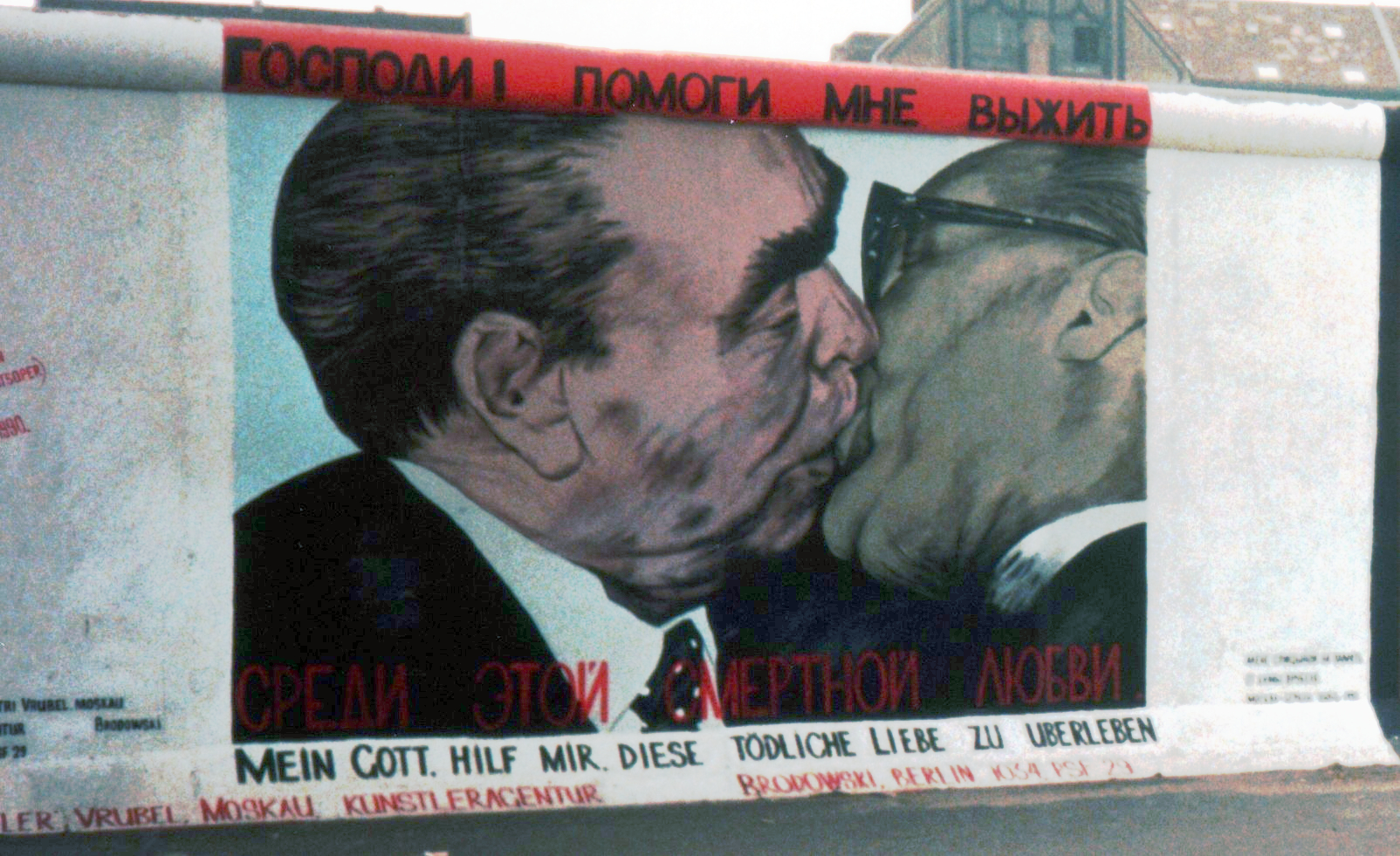
Come appariva l'originale nell'agosto del 1990 presso l'East Side Gallery.
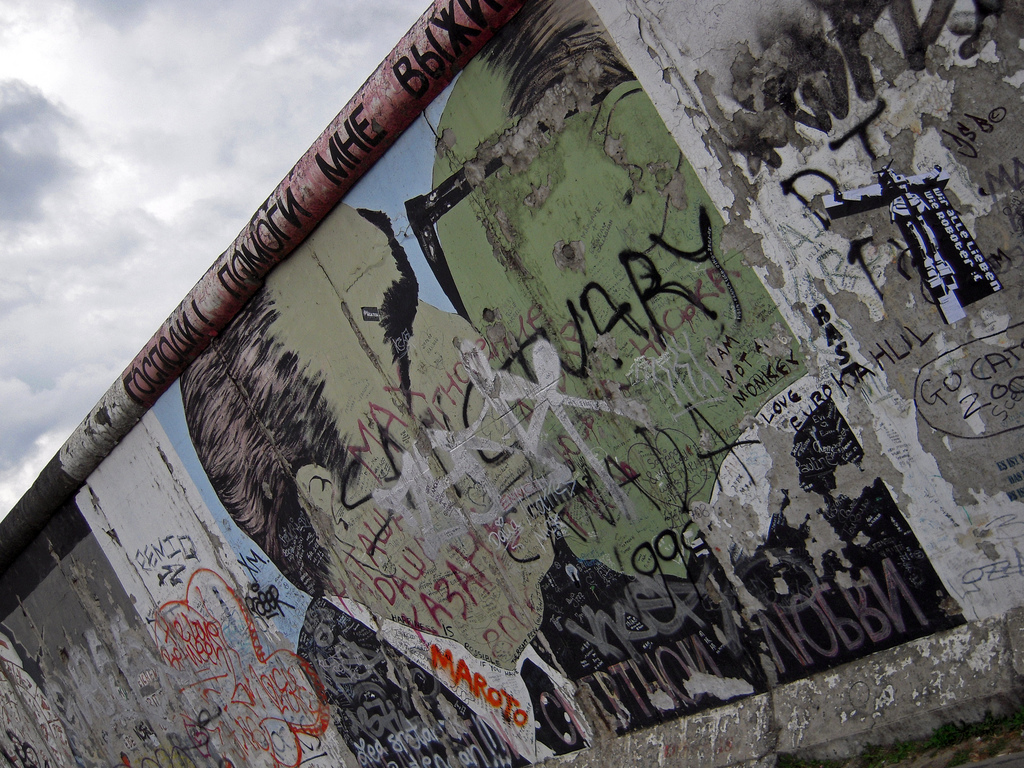
L'opera si presentava ormai sbiadita nel 2008.
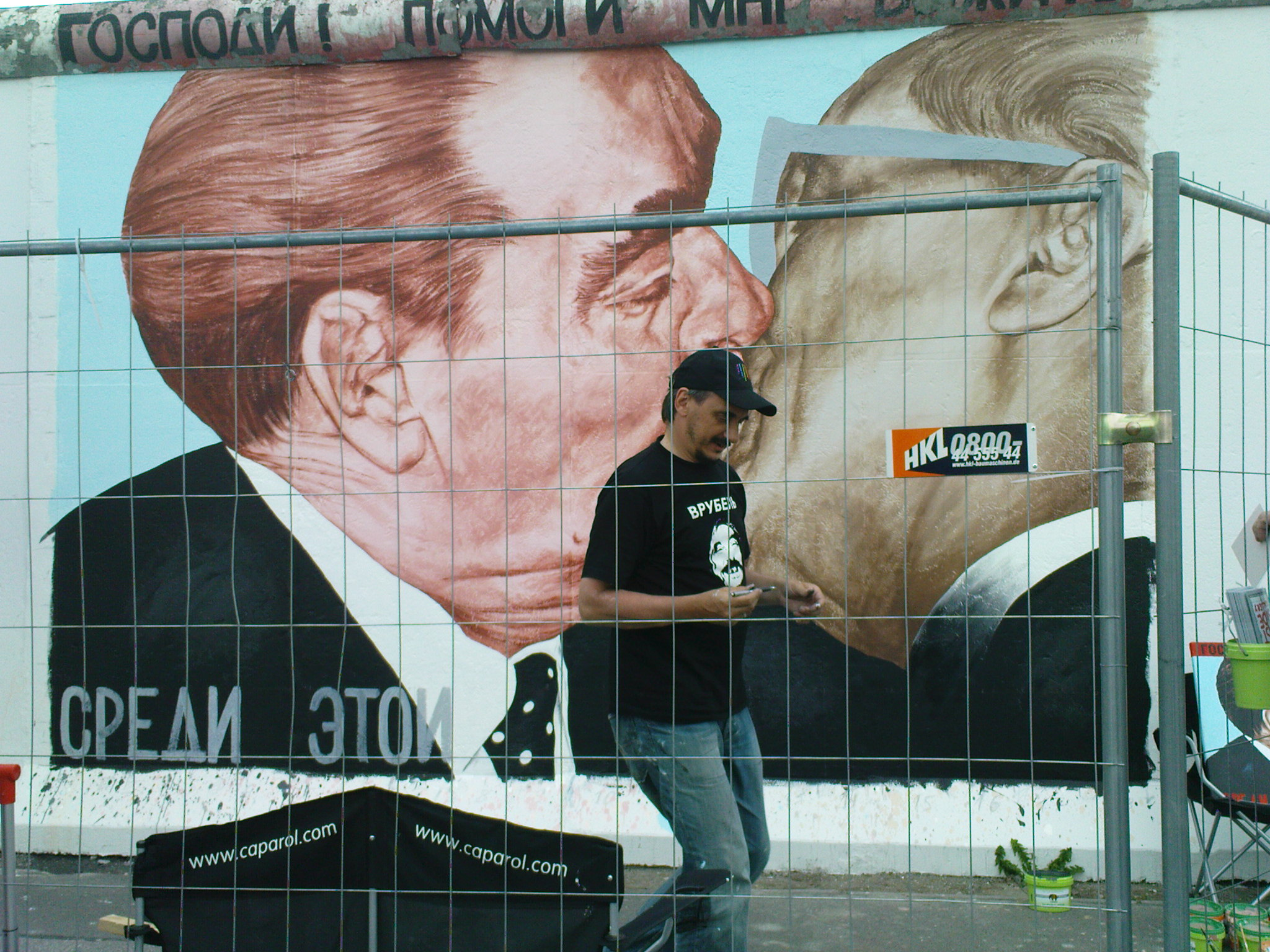
Dmitrij, soddisfatto, mostra il rifacimento dell'opera (2009).
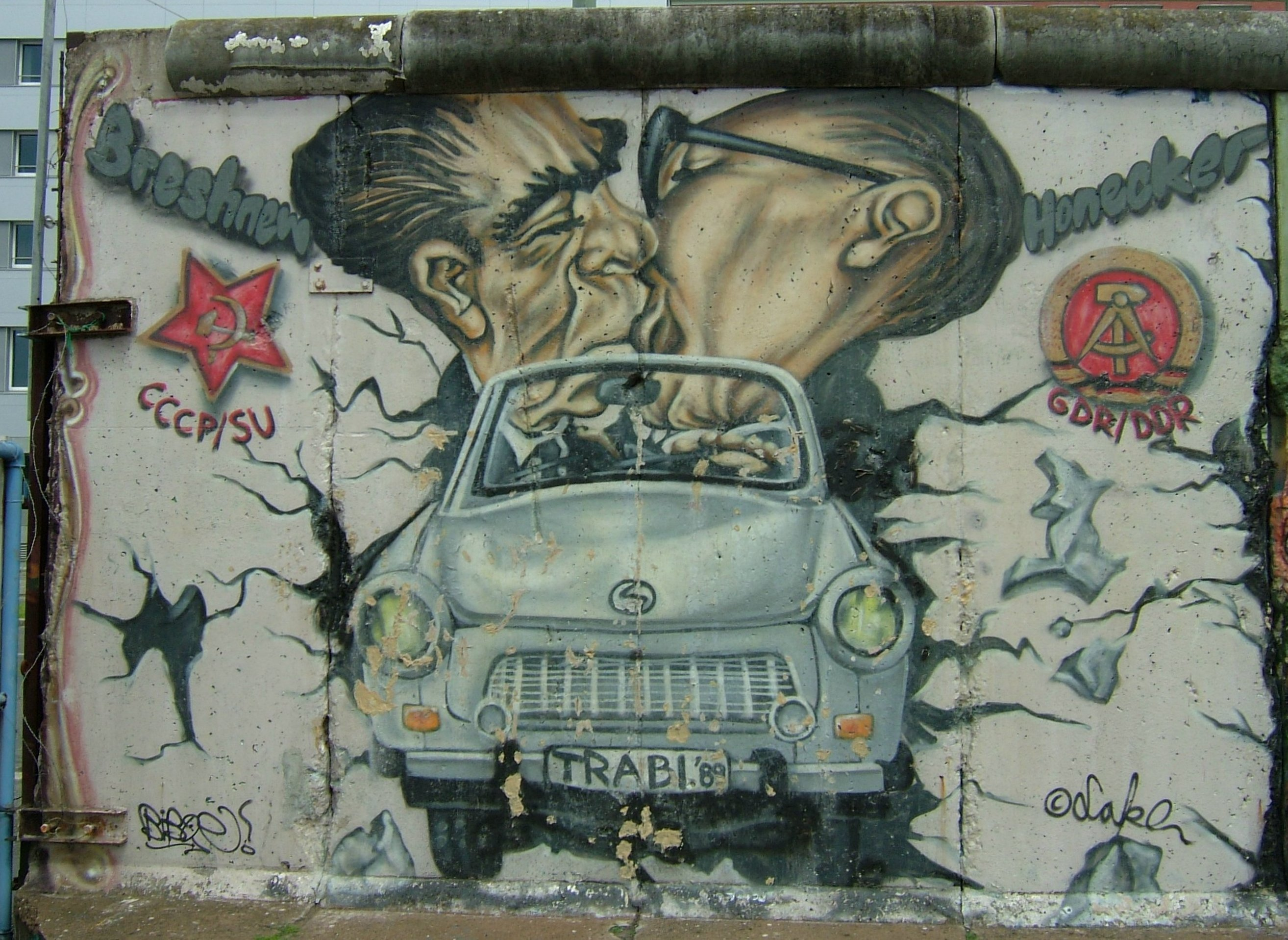
Esempio di parodia del lavoro di Vrubel', realizzato sul Muro tedesco.
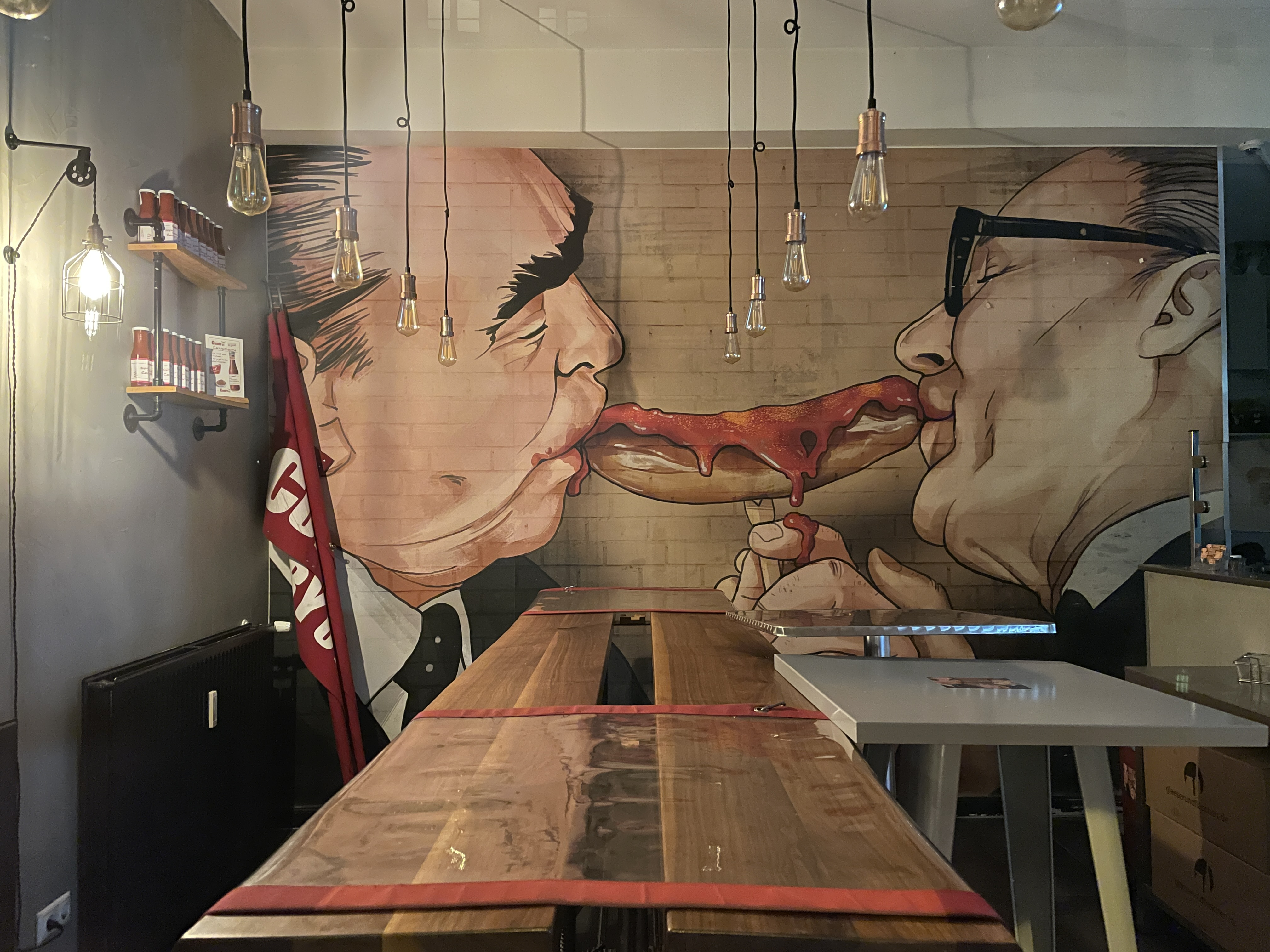
Murale-icona (2022) trasformato in parodia per un ristorante a Berlino a promozione del currywurst.